# Vanessa Lawrence
Vanessa Vivienne Lawrence née le 14 juillet 1962 à Amersham est une géographe et personnalité du monde des affaires britannique. Au début de sa carrière, elle informatise les données géographiques et développe des systèmes d'information géographique pour plusieurs entreprises dont Autodesk. Pendant 14 ans, elle est directrice générale de l'Ordnance Survey, l'agence nationale de cartographie du Royaume-Uni. Elle y développe OS MasterMap (en), alors plus grande base de données géographiques au monde, ce qui modernise et améliore la rentabilité de l'Ordnance Survey. En 2011, elle dirige le tout nouveau Comité d'experts des Nations unies sur la gestion mondiale de l'information géospatiale de l'ONU qui encourage l'utilisation de l'information géospatiale dans le développement. Ses réalisations et son engagement son récompensés de nombreuses distinctions.

## Biographie
Vanessa Lawrence est née le 14 juillet 1962 à Amersham. Grâce à une de ses enseignantes, elle sait dès l'âge de 14 ans qu'elle veut devenir géographe. Elle obtient sa licence de géographie à l'université de Sheffield en 1984 et un master en télédétection à l'université de Dundee. C'est une passionnée de cartes anciennes et de randonnée,.

## Carrière
À la sortie de ses études, le marché de l'emploi ne propose pas de postes dans la prise de décision grâce à l'information géographique. Stagiaire dans une banque, c'est lors de sa première conférence publique qu'elle est remarquée par Longman Group.

### Premiers emplois
Vanessa Lawrence commence sa carrière dans l'édition, chez Longman Group où elle développe les systèmes d'information géographique (SIG), technologie alors en voie d'institutionnalisation. En 1992, elle en obtient la création d'une entreprise numérique sur la géographie, Longman GeoInformation, l'une des premières entreprises d'édition numérique et l'une des premières entreprises de contenu géospatial non-gouvernementales au Royaume-Uni. Elle estime que l'entreprise lui a offert une excellente formation commerciale et une attention à l'amélioration de la propriété intellectuelle. Elle est ensuite directrice technique chez GeoInformation International, toujours dans le domaine des systèmes d'information géographique,. En 2016 elle est embauchée comme cheffe de la partie SIG de l'entreprise Autodesk,. Avec son équipe, elle met en place des systèmes d'information géographique partout dans le monde, par exemple pour les élections générales de 1999 en Afrique du Sud.

### Poste à l'Ordnance Survey

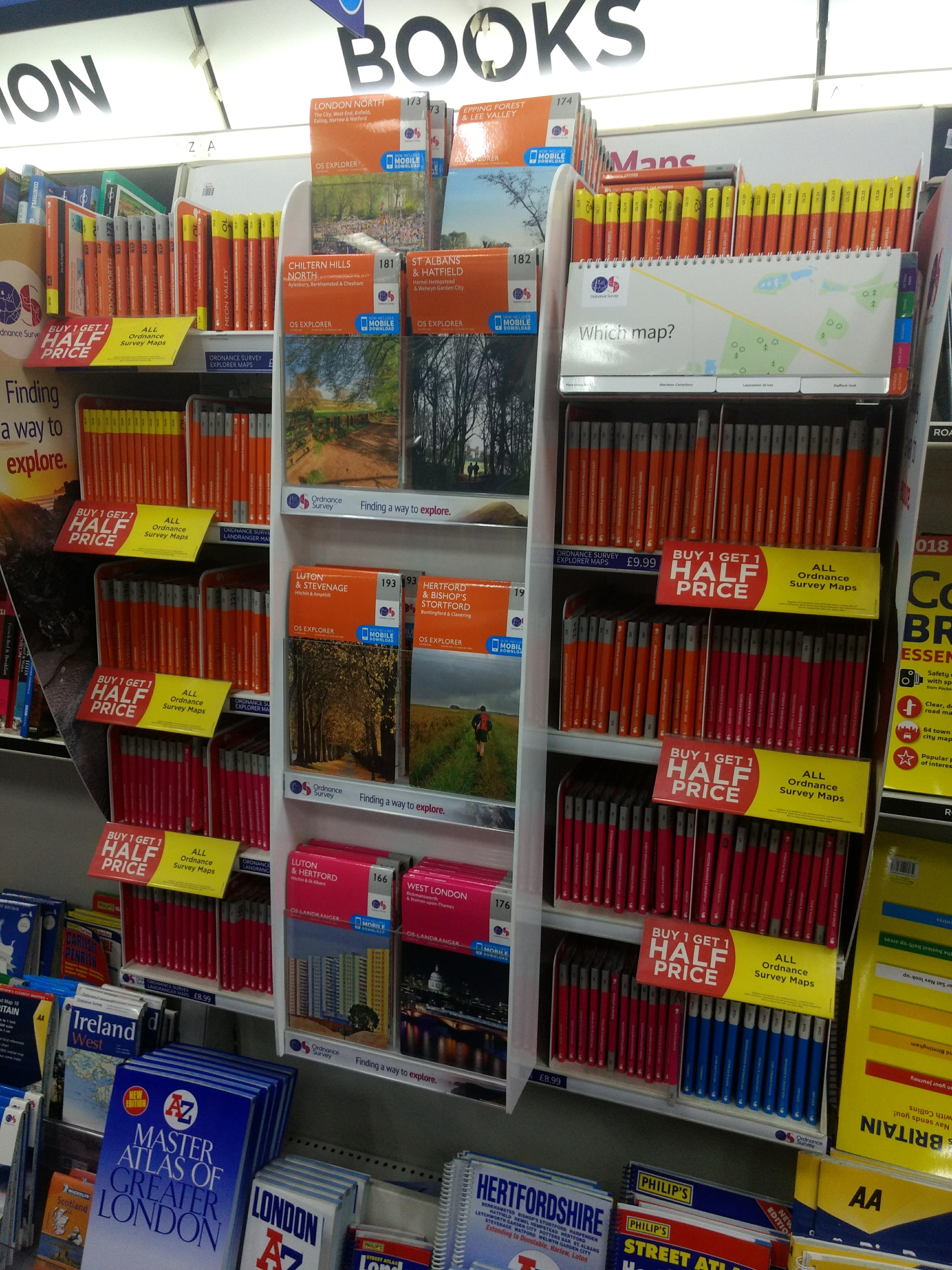
Cartes de l'Ordnance Survey à la vente

De 2000 à 2014, Vanessa Lawrence est directrice générale de l'Ordnance Survey, l'agence nationale de cartographie de Grande-Bretagne. Elle est la première femme et la plus jeune personne à accéder à ce poste. Durant ses 14 ans à l'Ordnance Survey, elle développe l'information géographique numérique et sa gestion ainsi que sa diffusion sur de nombreuses applications téléphone. Son rôle est alors d'accélérer la mise en place de la cartographie numérique. Dans ce but, elle supervise le lancement en 2001 d'OS MasterMap (en), alors plus grande base de données géographiques au monde. Selon la Women's Engineering Society « il s'agit d'une réalisation unique parmi les principales agences de cartographie du monde, et la tâche était considérée par beaucoup comme impossible ». Cette base de données permet de considérablement améliorer la rentabilité de l'Ordnance survey. Pour ce travail, elle obtient le prix de la directrice de l'année de l'Institute of Directors South-East en 2008. Au moment de son départ, elle a occupé ce poste plus longtemps que tout prédécesseur en plus d'un siècle,.
Elle reste colonel honoraire du 135 Geographic Squadron Royal Engineers (en) et capitaine de groupe honoraire du 601 Squadron de la Royal Auxiliary Air Force (en),.

### Poste à Location International
En 2018, Vanessa Lawrence est directrice de Location International, entreprise spécialisée dans le conseil en information géographique,.

### Autres activités dans l'information géographique
Au Royaume-Uni, Vanessa Lawrence est élue en 1999 présidente de l'Association for Geographical Information, l'association professionnelle représentant le secteur, dont elle est membre du conseil depuis 1996.
En 2015, Vanessa Lawrence est nommée directrice non exécutive de l'Agence spatiale du Royaume-Uni.
En 2020, elle est nommée directrice non exécutive et administratrice de l'Institut Alan Turing pour la science des données et l'Intelligence artificielle.
Vanessa Lawrence est directrice non exécutive du bureau du vice-premier ministre. Elle est un temps la présidente du Groupe d'information géographique,. Celui-ci produit la stratégie de localisation du Royaume-Uni, connue sous le nom de « Place Matters : la stratégie de localisation pour le Royaume-Uni ». Son expertise sur les informations géospatiales est également sollicitée par la Banque mondiale,.
Vanessa Lawrence est également un temps directrice non-executive de l'Open Geospatial Consortium.

### Activités universitaires
De 2001 à 2008, elle est professeure auxiliaire et siège au Conseil de l'Université de Southampton,. De 2008 à 2012, elle est nommée au conseil de l'Université de Cambridge. Elle est membre du conseil d'administration de l'Institut Walker pour la science climatique interdisciplinaire de l'Université de Reading.

### Activités associatives
Au cours de sa carrière au sein du gouvernement, elle est cofondatrice et première présidente de l'Association des chefs d'entreprise qui représente les PDG des agences gouvernementales, des fonds commerciaux et des organismes non ministériels,.

## Développement de l'information géographique à l'ONU
En 2011, les Nations unies forment un nouveau groupe chargé de la gestion de l'information géographique. Le groupe élit Vanessa Lawrence au poste de coprésidente du Comité d'experts des Nations unies sur la gestion mondiale de l'information géospatiale (UN-GGIM),. Elle occupe ce poste de manière continue pendant quatre ans, avec l'objectif que l'UN-GGIM devienne la principale autorité mondiale pour les gouvernements et le secteur privé en matière d'information géographique. De ce fait, elle est l'une des pionnières dans la promotion de l'utilisation de l'information géospatiale dans le développement. À son départ, le sous-secrétaire général, Wu Hongbo loue son leadership et l'avancement du sujet de l'information géospatiale dans le développement mondial,.

## Engagement
Elle est mécène du Cure Parkinson's Trust et de MapAction (en),.

## Hommages et récompenses
En janvier 2008, Lawrence est nommée Compagnon de l'Ordre le plus honorable du Bain dans la liste des honneurs du Nouvel An,. Le 25 novembre 2008, elle obtient le prix de la directrice de l'année de l'Institute of Directors South-East.
Elle est élue membre honoraire de la Chartered Institution of Civil Engineering Surveyors (en) et de la Royal Academy of Engineering.
Elle est également membre et compagnon de la Royal Institution of Chartered Surveyors.
Elle est membre, puis administratrice de la Royal Geographical Society, membre honoraire de la Royal Scottish Geographical Society et géographe agréé.
Elle est nommée Personnalité du géospatial de la décennie 2000-2010.